# Salticus zebraneus
Salticus zebraneus là một loài nhện trong họ Salticidae phân bố ở Paleartic.
Loài này dài 3–5 mm. Salticus loài trông rất giống nhau. Điều này được phân biệt với các loài khác bởi vì nó là nhỏ hơn và đen hơn. Sự khác biệt đáng tin cậy là bộ phận sinh dục.